# Venyera–8
A Venyera–8 a szovjet Venyera-program nyolcadik űrszondája volt. A küldetés célja az volt, hogy a leszállóegység a Vénusz Nap által megvilágított hajnali oldalára szálljon le (természetesen a bolygóközi térség fizikai jellemzőinek vizsgálatán túl). A megvilágított oldalra történő leszállás azzal a problémával jár, hogy a leszállóegység nagyon alacsony szögben látja a Földet, tehát a rádióközvetítés Földre irányítása nehezebb feladat.

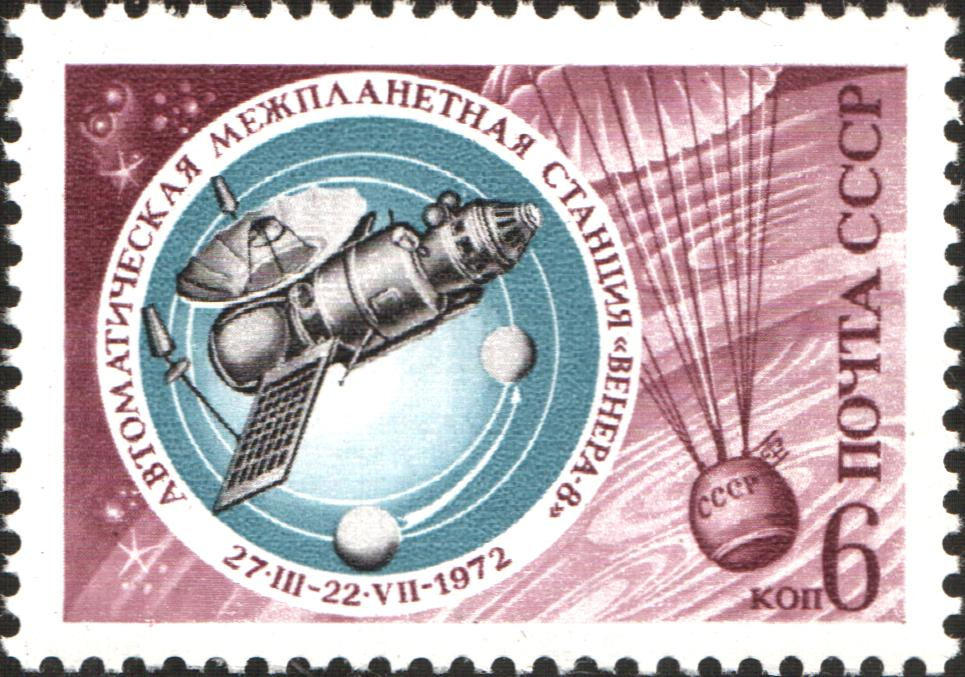
Szovjet hatkopejkás bélyeg a Venyera-8-cal.

## A leszállóegység
A Venyera–7 eredményeit felhasználva enyhítették a leszállóegység szilárdsági követelményeit, az így felszabaduló tömeget újabb tudományos műszerek beállítására használhatták. Az eddigiekhez hasonló műszerek mellett a Venyera–8 leszállóegysége kapott ammónia-mérő műszert, fotométert és gamma-spektrométert is. A felszíni közvetítés biztonságossá tételéhez két antennát használtak. Az egyik spirálantenna a korábbiakhoz hasonlóan a leszállóegység felső részén maradt, a másikat viszont a felszín elérése után egy több méter hosszú kábel végén kidobták. Az egység tömege így 495 kg lett.

## A leszállás után
117 nap űrrepülés után, 1972. július 22-én 8 óra 40 perckor a leszállóegység levált az űrszondáról, majd 53 perc elteltével belépett a Vénusz légkörébe. Leereszkedés közben megkezdte a légköri méréseket. A leszállási helyét 10 óra 29 perckor érte el (3000 km-rel nyugatra a Venyera–7 leszállási helyétől). A felszínről még 50 percig küldött adatokat a légkörről és a talajról.

## Az elküldött adatok
- A felszínen 470+-8 °C a hőmérséklet, 9+-0,2 MPa a nyomás.
- A gamma-spektrométeres mérések 4% kálium-, 0,0002% urán- és 0,00065% tóriumtartalmú, a földi gránit összetételéhez hasonlító talajra utaltak.
- A megvilágítási adatok azt mutatták, hogy a napfény egy része átjut a Vénusz több tíz km vastag felhőrétegén.